# Lavumisa
Lavumisa è una città situata nell'eSwatini, nel distretto di Shiselweni. Il suo nome precedente era Golela, nome con cui è tuttora nota la città di Golela, in Sudafrica, con cui confina, essendo una delle città più a sud del paese.
Per la sua posizione la città ospita i controlli di frontiera lungo l'autostrada MR8 e la linea ferroviaria diretta verso Durban.

## Geografia
Ad est della città si trova il lago artificiale generato dalla diga di Pongolapoort lungo il Pongola. Per compensare i terreni inondati, i governo sudafricano ha destinato circa 142 litri al secondo (5 cusec) alla città di Luvumisa.

### Clima
| Luvumisa              | Mesi | Mesi | Mesi | Mesi | Mesi | Mesi | Mesi | Mesi | Mesi | Mesi | Mesi | Mesi | Stagioni | Stagioni | Stagioni | Stagioni | Anno  |
| Luvumisa              | Gen  | Feb  | Mar  | Apr  | Mag  | Giu  | Lug  | Ago  | Set  | Ott  | Nov  | Dic  | Inv      | Pri      | Est      | Aut      | Anno  |
| --------------------- | ---- | ---- | ---- | ---- | ---- | ---- | ---- | ---- | ---- | ---- | ---- | ---- | -------- | -------- | -------- | -------- | ----- |
| T. max. media (°C)    | 34,1 | 31,1 | 30,6 | 28,4 | 27,7 | 25,9 | 24,5 | 26,3 | 27,1 | 27,2 | 29,4 | 29,9 | 31,7     | 28,9     | 25,6     | 27,9     | 28,5  |
| T. min. media (°C)    | 18,9 | 17,3 | 17,5 | 15,1 | 12,1 | 9,2  | 9,0  | 10,8 | 13,3 | 14,7 | 16,5 | 16,9 | 17,7     | 14,9     | 9,7      | 14,8     | 14,3  |
| T. max. assoluta (°C) | 47,4 | 42,0 | 45,0 | 40,0 | 39,2 | 38,4 | 38,5 | 40,5 | 43,2 | 44,2 | 42,2 | 44,0 | 47,4     | 45,0     | 40,5     | 44,2     | 47,4  |
| T. min. assoluta (°C) | 6,5  | 6,4  | 7,0  | 3,6  | 4,0  | 0,1  | 0,1  | −0,5 | 4,5  | 2,5  | 3,0  | 0,5  | 0,5      | 3,6      | −0,5     | 2,5      | −0,5  |
| Precipitazioni (mm)   | 83,9 | 80,1 | 54,1 | 41,3 | 23,3 | 13,1 | 10,9 | 14,9 | 31,0 | 55,0 | 81,3 | 88,4 | 252,4    | 118,7    | 38,9     | 167,3    | 577,3 |
| Giorni di pioggia     | 6    | 6    | 5    | 4    | 2    | 1    | 1    | 1    | 3    | 5    | 7    | 6    | 18       | 11       | 3        | 15       | 47    |